# Тименко Володимир Володимирович
Володи́мир Володи́мирович Тиме́нко (нар. 10 червня 1997) — український футболіст, півзахисник футбольного клубу «Нива» (Бузова).

## Життєпис
Володимир Тименко народився 10 червня 1996 року. У ДЮФЛУ захищав кольори «Княжої» (2010), київського «Динамо» (2011—2012) та столичного «Арсенала» (2012—2014).
У 2015 році перейшов у дорослу команду київського «Арсенала», яка виступала в аматорських футбольних змаганнях, того сезону зіграв у її складі 9 матчів та відзначився 7-а голами. У сезоні 2015/16 років розпочав виступати у футболці столичних канонірів у другій лізі чемпіонату України. На професіональному рівні дебютував 26 липня 2015 року у програному (0:1) виїзному поєдинку 1-го туру другої ліги чемпіонату України проти сумської «Барси». Володимир вийшов у стартовому складі та відіграв увесь поєдинок. Дебютним голом відзначився 26 серпня 2015 року на 14-ій хвилині (реалізував пенальті) переможного (3:0) виїзного поєдинку 5-го туру другої ліги чемпіонату України проти одеського «Реал Фарми». Тименко вийшов у стартовому складі та відіграв увесь поєдинок. Протягом свого перебування у київському клубі у чемпіонатах України зіграв 11 матчів та відзначився 1 голом, ще 3 поєдинки (1 гол) у футболці «Арсенала» провів у кубку України.
Під час зимової перерви у сезоні 2016/17 років залишив київський клуб та приєднався до друголігового клубу «Арсенал-Київщина». У складі білоцерківської команди дебютував 18 березня 2017 року у програному (0:2) домашньому матчі 21-го туру другої ліги чемпіонату України проти маріупольського «Іллічівця-2». Володимир вийшов у стартовому складі та відіграв увесь поєдинок.